# Senador José Porfírio (ort)
Senador José Porfírio är en ort i Brasilien.   Den ligger i kommunen Senador José Porfírio och delstaten Pará, i den centrala delen av landet, 1 500 km norr om huvudstaden Brasília. Senador José Porfírio ligger 7 meter över havet och antalet invånare är 5 708.
Terrängen runt Senador José Porfírio är platt. Trakten runt Senador José Porfírio är nära nog obefolkad, med mindre än två invånare per kvadratkilometer.. Det finns inga andra samhällen i närheten.